# Бісфам Грін
Бісфам Грін (англ. Bispham Green) — село в окрузі Ланкашир у Англії. Розташоване 1,6 км на південь від міста Мовдслі та менше ніж за 1,6 км на північ від Парбольда. Станом на 21 березня 2021 року населення складало 229 осіб.

## Географія
Бісфам Грін розміщується південніше від Кростона, Мадселея і Тарлетона, на північ від Хілладала і Парбольда, на захід від Хескіна Врідтінгтона і Екклстона. Займає площу приблизно 4,0 км² сільськогосподарських угідь 2-го класу. Висота на східній околиці 80 метрів над рівнем моря. Обмежений з південної сторони річкою Дуглас, з північної сторони — Бентлі-Брук.

## Школа імені Річарда Дернінга
Місцеву школу збудовано у 1693 році. Її будівництво профінансував йомен Річард Дернінг (1615—1692), який заповів виділити 100 фунтів стерлінгів для будівництва школи та купівлю землі під нею. У 1951 році школі присвоїли ім'я Річарда Дернінга, до того часу вона була відома як безкоштовна гімназія Бісфама. Також Дернінг заповів кошти на соціальні потреби та ремонт вулиць Бісфама і навколишніх сіл.